# رهودل (ویرجینیای غربی)
رهودل(به انگلیسی: Rhodell) شهری در ایالت ویرجینیای غربی کشور ایالات متحده آمریکا است که جمعیت آن در سرشماری سال ۲۰۱۰ میلادی، ۱۷۳ نفر بوده‌است.